# Liste der Hawaii-Inseln

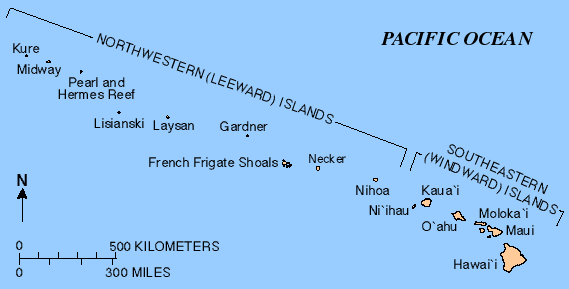
Karte der Hawaii-Inseln

Die Hawaii-Inselkette besteht aus acht großen Hauptinseln im Südosten des Archipels, im Englischen auch als Southeastern oder Windward Islands bezeichnet, denen zahlreiche „Satelliteninseln“ (engl. Offshore Islets) vorgelagert sind. Nordwestlich der Hauptinseln liegen unbewohnte Inseln und Atolle, die sogenannten Nordwestlichen Hawaii-Inseln (engl. Northwestern Hawaiʻian Islands oder Leeward Islands). Mit Ausnahme der Midwayinseln gehören alle Inseln politisch zum US-Bundesstaat Hawaii.

## Hauptinseln
| Insel                                        | Nebeninsel                   | Fläche (km²) | Höhe (m) | Koordinaten           |
| -------------------------------------------- | ---------------------------- | ------------ | -------- | --------------------- |
| Hawaii (Big Island)                          |                              | 10.432,500   | 4.205    | 19° 34′ N, 155° 30′ W |
|                                              | Keʻaʻoi                      | 0,001        | 3        | 19° 16′ N, 155° 15′ W |
|                                              | Mokupuku                     |              | 18       | 20° 12′ N, 155° 42′ W |
|                                              | Pāʻalaea                     |              | 12       | 20° 11′ N, 155° 42′ W |
|                                              | Paoakalani                   | 0,008        | 65       | 20° 12′ N, 155° 42′ W |
| Kahoʻolawe                                   |                              | 115,500      | 452      | 20° 33′ N, 156° 36′ W |
|                                              | ʻAleʻale 1)                  | 0,012        |          | 20° 31′ N, 156° 36′ W |
|                                              | Puʻukoaʻe                    | 0,053        | 100      | 20° 31′ N, 156° 37′ W |
| Kauaʻi                                       |                              | 1.433,000    | 1.598    | 22° 05′ N, 159° 30′ W |
|                                              | Mokuʻaeʻae                   | 0,030        | 35       | 22° 14′ N, 159° 24′ W |
| Lānaʻi                                       |                              | 364,000      | 1.027    | 20° 50′ N, 156° 56′ W |
|                                              | Kiʻei                        |              | 12       | 20° 48′ N, 156° 59′ W |
|                                              | Moku Naio                    |              | 9        | 20° 44′ N, 156° 58′ W |
|                                              | Nanahoa 2)                   | 0,008        | 40       | 20° 50′ N, 157° 00′ W |
|                                              | Poʻopoʻo                     | 0,008        | 18       | 20° 44′ N, 156° 55′ W |
|                                              | Puʻupehe                     | 0,006        | 30       | 20° 44′ N, 156° 53′ W |
| Maui                                         |                              | 1.883,500    | 3.055    | 20° 48′ N, 156° 20′ W |
|                                              | ʻĀlau                        | 0,020        | 45       | 20° 45′ N, 155° 59′ W |
|                                              | Hulu                         | 0,008        | 30       | 20° 57′ N, 156° 31′ W |
|                                              | Kaemi                        | 0,008        | 37       | 20° 59′ N, 156° 32′ W |
|                                              | Keōpuka                      | 0,009        | 38       | 20° 53′ N, 156° 10′ W |
|                                              | Makoloaka                    | 0,001        | 24       | 20° 50′ N, 156° 07′ W |
|                                              | Mokeʻehia                    | 0,034        | 50       | 20° 59′ N, 156° 32′ W |
|                                              | Mokuhala                     | 0,001        | 17       | 20° 52′ N, 156° 08′ W |
|                                              | Mokuhuki                     | 0,001        | 17       | 20° 50′ N, 156° 07′ W |
|                                              | Mokumana                     | 0,006        | 20       | 20° 52′ N, 156° 08′ W |
|                                              | Mokupipi                     | 0,004        | 12       | 20° 49′ N, 156° 05′ W |
|                                              | Molokini                     | 0,093        | 55       | 20° 38′ N, 156° 30′ W |
|                                              | Papanui o Kane               |              |          | 20° 57′ N, 156° 17′ W |
|                                              | Puʻukiʻi                     | 0,006        | 18       | 20° 45′ N, 155° 59′ W |
| Molokaʻi                                     |                              | 673,400      | 1.512    | 21° 08′ N, 157° 02′ W |
|                                              | Huelo                        | 0,010        | 61       | 21° 10′ N, 156° 55′ W |
|                                              | Kanahā                       | 0,005        | 30       | 21° 08′ N, 156° 42′ W |
|                                              | Mōkapu                       | 0,040        | 110      | 21° 11′ N, 156° 55′ W |
|                                              | Mokohola                     |              |          | 21° 10′ N, 156° 53′ W |
|                                              | Mokuhoʻoniki                 | 0,044        | 65       | 21° 08′ N, 156° 42′ W |
|                                              | Mokumanu                     | ca. 0,010    | 45       | 21° 10′ N, 156° 53′ W |
|                                              | Okala                        | 0,008        | 120      | 21° 10′ N, 156° 56′ W |
|                                              | Pāʻūonuʻakea                 | 0,003        | 15       | 21° 10′ N, 156° 54′ W |
| Niʻihau                                      |                              | 179,900      | 382      | 21° 54′ N, 160° 10′ W |
|                                              | Kaʻula                       | 0,640        | 167      | 21° 39′ N, 160° 33′ W |
|                                              | Lehua                        | 1,030        | 213      | 22° 01′ N, 160° 06′ W |
| Oʻahu                                        |                              | 1.557,000    | 1.225    | 21° 28′ N, 157° 58′ W |
|                                              | Ahuʻolaka                    | 0,010        | 1        | 21° 28′ N, 157° 48′ W |
|                                              | Ford Island (Moku ʻUmeʻume)  | 1,830        |          | 21° 22′ N, 157° 48′ W |
|                                              | Kāohikaipu                   | 0,044        | 12       | 21° 19′ N, 157° 39′ W |
|                                              | Kapapa                       | 0,038        | 5        | 21° 29′ N, 157° 48′ W |
|                                              | Kekepa (Turtle Rock)         | 0,008        | 6        | 21° 28′ N, 157° 47′ W |
|                                              | Kīhewamoku                   |              |          | 21° 40′ N, 157° 55′ W |
|                                              | Kūkaimanini                  |              |          | 21° 42′ N, 158° 01′ W |
|                                              | Kukuiohoʻolua                |              |          | 21° 39′ N, 157° 55′ W |
|                                              | Mānana (Rabbit Island)       | 0,271        | 110      | 21° 20′ N, 157° 40′ W |
|                                              | Mokolea                      | 0,000        | 5        | 21° 26′ N, 157° 43′ W |
|                                              | Mokoliʻi                     | 0,047        | 70       | 21° 31′ N, 157° 50′ W |
|                                              | Mokuālai                     |              |          | 21° 39′ N, 157° 55′ W |
|                                              | Mokuʻauia (Goat Island)      | 0,053        | 6        | 21° 40′ N, 157° 55′ W |
|                                              | Moku Manu                    | 0,084        | 62       | 21° 28′ N, 157° 43′ W |
|                                              | Moku Moʻo 3)                 |              |          | 21° 23′ N, 157° 48′ W |
|                                              | Moku o Loʻe (Coconut Island) |              |          | 21° 26′ N, 157° 47′ W |
|                                              | Nā Mokulua (Twin Islands)    | 0,090        | 65       | 21° 23′ N, 157° 42′ W |
|                                              | Pōhaku Kulaʻilaʻi            |              |          | 21° 32′ N, 158° 14′ W |
|                                              | Popoiʻa (Flat Island)        | 0,016        | 3        | 21° 24′ N, 157° 43′ W |
|                                              | Pulemoku                     |              |          | 21° 40′ N, 157° 55′ W |
|                                              | Sand Island (Anuenue)        | 2,038        |          | 21° 18′ N, 157° 53′ W |
|                                              | Wānanapaoa 4)                |              |          | 21° 38′ N, 158° 04′ W |
| 1) gemäß GNIS eine Halbinsel                 |                              |              |          |                       |
| 2) Inselgruppe bestehend aus vier Felsinseln |                              |              |          |                       |
| 3) Binneninsel im Waokele Pond               |                              |              |          |                       |
| 4) Inselgruppe bestehend aus zwei Felsinseln |                              |              |          |                       |

## Nordwestliche Hawaii-Inseln
| Insel / Atoll | Motu                        | Fläche (km²) | Höhe (m) | Koordinaten           |
| --- | --------------------------- | ------------ | -------- | --------------------- |
| French Frigate Shoals (Kānemilohaʻi) |                             | 0,2500       | 36       | 23° 46′ N, 166° 11′ W |
| | Bare Island 1)              | 0,0004       |          | 23° 48′ N, 166° 12′ W |
| | East Island 2)              | 0,0360       |          | 23° 47′ N, 166° 13′ W |
| | Disappearing Island         | 0,0100       |          | 23° 39′ N, 166° 10′ W |
| | Gin Island                  | 0,0100       |          | 23° 44′ N, 166° 10′ W |
| | La Perouse Pinnacle         | 0,0040       | 36       | 23° 47′ N, 166° 13′ W |
| | Little Gin Island           | 0,0190       |          | 23° 44′ N, 166° 10′ W |
| | Mullet Island               | 0,0020       |          | 23° 49′ N, 166° 13′ W |
| | Round Island                | 0,0050       |          | 23° 50′ N, 166° 14′ W |
| | Shark Island                | 0,0040       |          | 23° 51′ N, 166° 19′ W |
| | Skate Island (Whale Island) | * 0,0320     |          | 23° 52′ N, 166° 14′ W |
| | Tern Island                 | 0,1050       |          | 23° 52′ N, 166° 17′ W |
| | Trig Island                 | 0,0230       |          | 23° 52′ N, 166° 15′ W |
| | Whale Island (Skate Island) | * 0,0320     |          | 23° 52′ N, 166° 14′ W |
| Gardner Pinnacles (Pūhāhonu) |                             | 0,0240       | 52       | 25° 01′ N, 167° 59′ W |
| | Big Rock                    |              |          |                       |
| | Little Rock                 |              |          |                       |
| Kure Atoll (Mokupāpapa) |                             | 0,8600       | 5        | 28° 25′ N, 178° 20′ W |
| | Green Island                | 0,7770       | 5        | 28° 24′ N, 178° 18′ W |
| | Sand Island                 | 0,0850       | 1        | 28° 29′ N, 178° 20′ W |
| Laysan Island (Kauō) |                             | 4,1140       | 12       | 25° 46′ N, 171° 44′ W |
| Lisianski Island (Kānemilohaʻi) |                             | 1,5560       | 12       | 26° 04′ N, 173° 58′ W |
| Midway Atoll (Pihemanu) |                             | 6,2300       |          | 28° 13′ N, 177° 22′ W |
| | Eastern Island              | 1,3500       |          | 28° 13′ N, 177° 20′ W |
| | Sand Island                 | 4,8600       |          | 28° 12′ N, 177° 23′ W |
| | Spit Island                 | 0,0200       |          | 28° 12′ N, 177° 21′ W |
| Necker Island (Mokumanamana) |                             | 0,1830       | 84       | 23° 35′ N, 164° 42′ W |
| Nihoa |                             | 0,7000       | 273      | 23° 04′ N, 161° 55′ W |
| Pearl and Hermes Atoll (Holoikauaua) |                             | 0,3600       |          | 27° 48′ N, 175° 51′ W |
| | Bird Island                 | 0,0110       |          | 27° 48′ N, 175° 51′ W |
| | Grass Island                | 0,0490       |          | 27° 46′ N, 175° 54′ W |
| | Little North Island         | 0,0320       |          | 27° 55′ N, 175° 45′ W |
| | North Island                | 0,0730       |          | 27° 56′ N, 175° 44′ W |
| | Planetree Island            | 0,0070       |          | 27° 48′ N, 175° 50′ W |
| | Sand Island                 | 0,0070       |          | 27° 48′ N, 175° 51′ W |
| | Seal-Kittery Island 3)      | 0,0570       |          | 27° 46′ N, 175° 57′ W |
| | Southeast Island            | 0,1300       |          | 27° 47′ N, 175° 49′ W |
| 1) Bare Island ist auf Satellitenbildern noch zu erkennen, im Census Tract jedoch nicht (mehr) aufgeführt. In einer Veröffentlichung von 1971 ist für Bare Island eine Fläche von 0,1 acres (etwa 400 m²) angegeben. |                             |              |          |                       |
| 2) East Island wurde durch einen Hurrikan im Oktober 2018 fast vollständig überflutet. |                             |              |          |                       |
| 3) derzeit eine Doppelinsel |                             |              |          |                       |